# Islamski kalendar
Islamski kalendar ili hidžretski kalendar je kalendar po kojem se ravnaju muslimani prilikom određivanja svojih dnevnih dužnosti i blagdana, a u mnogim islamskim državama ovo je službeni kalendar. 
Riječ je o lunarnom (mjesečevom) kalendaru. On se ravna prema mjesečevim mijenama. Jedna puna mjesečeva mijena (transformacija od mjeseca mlađaka na nebu do punog mjeseca i potom opet do mlađaka) označava protok jednog mjeseca po kalendaru. Jedna hidžretska godina ima 354 ili 355 dana. Zbog toga dan hidžretske Nove godine nikad ne pada na isti dan po gregorijanskom kalendaru (sunčevom kalendaru) nego kruži kroz sva godišnja doba. Na taj je način, također, izbjegnuto eventualno poklapanje islamskih i poganskih svetkovina na isti dan.
Za početak islamskog kalendara uzima se Hidžra, preseljenje Muhameda i muslimana iz Meke u Medinu 622. godine zbog progona i pritisaka koje su nad njima vršili mekanski idolopoklonici. Od Hidžre do danas (2024.) navršilo se 1445 hidžretskih godina, te se nalazimo u 1446. hidžretskoj godini. S obzirom na to da je početak islamskog kalendara fiksiran kasnije odnosno da godine prolaze brže zbog manjeg broja dana, po broju godina preklopit će se s gregorijanskim 20874. godine.
Muslimani, osim vlastitog kalendara, imaju i vlastite blagdane među kojima su najveći Ramazanski i Kurban-bajram.

## Mjeseci
Islamski kalendar ima dvanaest mjeseci s 29 ili 30 dana:
1. Muharrem ul Haram (ili skraćeno Muharrem) – محرّم – "zabranjen"
2. Safer  – صفر  – "prazan"
3. Rebiul-evvel (Rebi' I) – ربيع الأول – "prvo proljeće"
4. Rebiul-ahir (Rebi' II) – ربيع الآخر أو ربيع الثاني – "drugo proljeće"
5. Džumadel-ula (Džumade I)  – جمادى الأول  – "prvi mjesec osušene zemlje"
6. Džumadel-uhra (Džumade II)  – جمادى الآخر أو جمادى الثاني,  – "drugi mjesec osušene zemlje"
7. Redžeb – رجب  – "poštovanje"
8. Ša'ban – شعبان  – "raštrkani"
9. Ramazan – رمضان  – "sprženi"
10. Ševval – شوّال  – "podizanje"
11. Zul-ka'de – ذو القعدة  – "primirje"
12. Zul-hidždže – ذو الحجة  – "hadžiluk"

Zanimljivost: Muhamed je rođen 12. rebiulèvela.

## Dani
1. nedjelja: yaum al-ahad –  يوم الأحد –  (prvi dan)
2. ponedjeljak: yaum al-ithnayn –  يوم الإثنين –  (drugi dan)
3. utorak: yaum ath-thalatha'  –  يوم الثُّلَاثاء –  (treći dan)
4. srijeda: yaum al-arba`a'  –  يوم الأَرْبعاء –  (četvrti dan)
5. četvrtak: yaum al-khamis –  يوم الخَمِيس –  (peti dan)
6. petak: yaum al-jum`a –  يوم الجُمْعَة –  (džùma)
7. subota: yaum as-sabt –  يوم السَّبْت – (sedmi dan)

## Formula
{\displaystyle C\approx {\frac {32H}{33}}+622}
{\displaystyle H\approx {\frac {33(C-622)}{32}}}
C (Gregorijanski kalendar), H (Islamski kalendar)